# Kielmeyera falcata
Kielmeyera falcata är en tvåhjärtbladig växtart som beskrevs av Jacques Cambessèdes. Kielmeyera falcata ingår i släktet Kielmeyera och familjen Calophyllaceae. Inga underarter finns listade i Catalogue of Life.